# Shehbaz Sharif
Mian Muhammad Shehbaz Sharif (punjabi og urdu: میاں محمد شہباز شریف, født 23. september 1951) er en pakistansk politiker, der var været Pakistans premierminister siden marts 2024, efter tidligere også at have haft posten fra april 2022 til august 2023. Han er formand for Pakistan Muslim League (N) (PML-N). Tidligere i sin politiske karriere var han tre gange chefminister i den pakistanske provins Punjab, hvilket sammenlagt gør ham til den længst siddende chefminister i provinsen.
Shehbaz blev valgt til provinsparlamenet i Punjab i 1988 og til Pakistans parlament i 1990. Han blev igen valgt til Punjabs parlament i 1993 og udnævnt til leder af oppositionen. Han blev valgt som chefminister i Pakistans mest folkerige provins, Punjab, for første gang den 20. februar 1997. Efter det pakistanske statskup i 1999 tilbragte Shehbaz sammen med sin familie årevis i eksil i Saudi-Arabien og vendte tilbage til Pakistan i 2007. Shehbaz blev udnævnt til chefminister for en anden periode efter PML-N's valgsejr i Punjab i 2008 . Han blev valgt som chefminister i Punjab for tredje gang ved parlamentsvalget i 2013 og sad på posten indtil hans partis valgnederlag i 2018. I sin embedsperiode som chefminister fik Shehbaz et ry som en yderst kompetent og flittig administrator. Han igangsatte ambitiøse infrastrukturprojekter i Punjab og blev kendt for sin effektive regeringsførelse. Shehbaz blev Pakistan Muslim League-N's præsidentkandidat, efter at hans bror, Nawaz Sharif, af Pakistans højesteret blev diskvalificeret til at beklæde embedet i den såkaldte Panama Papers-sag. Han blev nomineret som leder af oppositionen efter valget i 2018.
I december 2019 indefrøs National Accountability Bureau (NAB) 23 ejendomme tilhørende Shehbaz og hans søn, Hamza Sharif, og anklagede dem for hvidvaskning af penge. Den 28. september 2020 arresterede NAB Shehbaz og tiltalte ham for hvidvaskning af penge. Han blev varetægtsfængslet indtil 14. april 2021 hvor Lahore High Court løslod ham mod kaution.
Midt i den pakistanske politiske krise 2020-2022 blev han valgt som premierminister den 11. april 2022 efter et mistillidsvotum mod Imran Khan.
Han har to brødre, Abbas Sharif og Nawaz Sharif. Nawaz har tre gange været Pakistans premierminister i Pakistan.